# Карієн ван Генніп
Катаріна Елізабет Годефріда «Карієн» ван Генніп (нід. Catharina Elisabeth Godefrida (Karien) van Gennip; 3 жовтня 1968, Лейдсендам, Нідерланди) — нідерландська підприємиця й політична діячка, міністерка соціальних справ та зайнятості в четвертому кабінеті Рютте з 10 січня 2022 року. Членкиня Християнсько-демократичного заклику (CDA).
Уродженка Лейдшендама, Карієн ван Генніп працювала в McKinsey & Company та Управлінні фінансових ринків Нідерландів, доки не прийшла в політику, коли у 2003 році була призначена державною секретаркою з економічних питань у другому кабінеті Яна Петера Балкененде, цю посаду вона зберегла під час його третього кабінету до 2007 року. На загальних виборах 2006 року була обрана до Палати представників. У 2008 році вона пішла у відставку, щоб продовжити свою бізнес-кар’єру в ING до повернення в політику в 2022 році.

## Молодість і освіта
Карієн ван Генніп — дочка Йоса ван Генніпа (нар. 1939), який обирався до Сенату з 1991 по 2007 рік як християнський демократ. Вона вивчала прикладну фізику в Делфтському технологічному університеті та здобула ступінь з MBA в INSEAD Фонткебло.

## Рання кар'єра
Ван Генніп працювала у McKinsey & Company в Амстердамі та Сан-Франциско, а також керівницею проєкту реорганізації в Управлінні фінансових ринків Нідерландів.

## Політична кар'єра
З 2003 по 2007 рік Ван Генніп була державною секретаркою з економічних питань у другому та третьому кабінетах Балкененде, а з 2006 по 2008 рік — членкинею Палати представників.
Про свою декретну відпустку під час перебування на посаді державної секретарки Ван Генніп написала колонку в жіночому журналі Margriet.
Ван Генніп також є відомою членкинею організації Young Global Leaders, створеної Клаусом Швабом, засновником і виконавчим головою Всесвітнього економічного форуму.

## Повернення до приватного сектора
У 2008 році Ван Генніп була призначена директором з європейських та міжнародних справ ING Group. Вона залишила ING у 2020 році.
У 2017 році Ван Генніп обрана віцеголовою Міжнародної торгової палати (ICC), вперше цю посаду зайняла жінка.

## Інші види діяльності
- TomTom, членкиня наглядової ради (2021–2022)[7]